# もとむらえり
もとむら えり（12月14日 - ）は、日本の漫画家。福岡県・柳川市出身・在住。血液型はB型。

## 人物・来歴
2003年に九州大学芸術工学部画像設計学科に編入学し、2005年に卒業。その後、2006年7月に漫画家デビュー。2007年よりWebコミックを中心に活動を始め、雑誌やビジネスコミック、学習漫画などにも活躍の場を広げている。
作品は戦国時代を舞台にした恋愛物の歴史漫画を得意とするが、本格的な戦国時代ものや古代もの、中国史劇などにも取り組んでいる。
趣味は、旅と資料集め、座右の銘はすべては芸の肥やし、一期一会、温故知新。

## 作品リスト
- 愛しの焔 〜ゆめまぼろしのごとく〜（Flex Comixフレア）
- 花もまた、きみのため（FlexComixフレア）
- 幻妖異聞しろがねの君（プリンセスコミックス）
- 市姫恋絵巻（FlexComixフレア）- 愛しの焔のスピンオフ。織田信長の妹お市と浅井長政との恋愛模様
- 新吉備津彦伝 百鬼の皇子（プリンセスGOLD）
- 華ヤカ哉、我ガ一族 夢桜ラプソデヱ 第三話『繋ガレタ手ノ先ニ』[3]（COMIC ポラリス）
- 徳川家康 江戸幕府を開いた将軍（学研教育出版、2014年7月）- 学研まんがNEW日本の伝記
- 風よ、万里を翔けよ（月刊プリンセス）- 原作：田中芳樹
- 石田三成の青春（サンライズ出版、『長浜ものがたり大賞コレクション』2017年8月）- 原作：松本匡代
- 妖精作戦（comicコロナ）- 原作：笹本祐一
- 淡海乃海 水面が揺れる時（comicコロナ→コロナＥＸ）-原作：イスラーフィール

### 読み切り
- 遥けき風花の来る末（YOUNG KING「OURs plus」、2006年第3号）
- しろがねの君（プリンセスGOLD、2009年01月号）
- 東風吹かば（プリンセスGOLD、2009年6月号・7+8月号）- 前編・後編を掲載
- あかつき綴り（プリンセスGOLD、2009年10月号）
- 燕雀安くんぞ（エンターブレイン、『関ヶ原戦国戯画短編集 東軍』）-関ヶ原の戦い後に石田三成を捕縛した田中吉政と三成の心の交流を描く
- くれない結び（プリンセスGOLD、2010年1月号）
- 島津義弘（西東社、『マンガ 戦国武将英雄伝 乱世を生きた14人』2016年12月）
- ヤマトタケル（西東社、『マンガ 面白いほどよくわかる! 古事記』2017年5月）

### イラスト
- おもてなしJAPANのシングル『空/羽よ、魂となれ。』の特典イラスト
- 情報誌「MEET三成」の表紙および本文記事などのイラスト
- 滋賀県の米原駅・彦根駅の「MEET三成」横断幕・看板などのイラスト
- 松本匡代の小説『石田三成の青春』カバーなどのイラスト